# Triconodonta

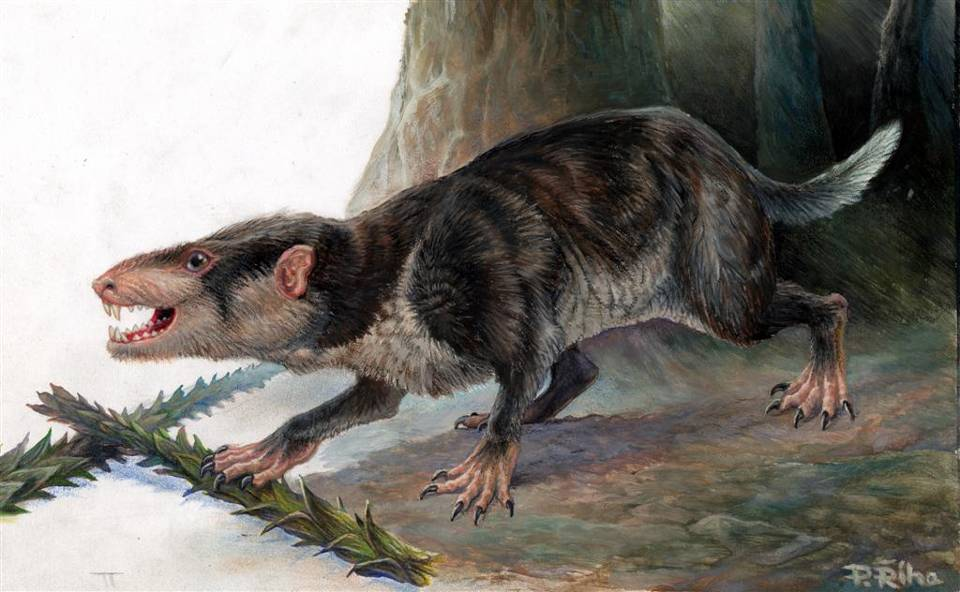
Representação artística de Gobiconodon

Triconodonta (também conhecidos como Eutriconodonta) é o nome genérico para um grupo de  mamíferos primitivos os quais são aparentados com os ancestrais de todos os mamíferos atuais. 
Cumprem todas as características da classe Mammalia e se caracterizam por ter os dentes com três cúspides, característica da que deriva o nome deste grupo animal: tri  (três)-cono (cúspide)-donta (dente).

## Classificação
De acordo com publicações recentes (Rougier et al., 2001; Luo, Cifelli e Kielan-Jaworowska, 2001; Luo, Kielan-Jaworowska e Cifelli, 2002), a ordem Triconodonta não é monofilética, mas sim parafilética, e não deve ser mais utilizada na taxonomia.
- Ordem Triconodonta Osborn, 1888
  - Gênero Argentoconodon Rougier et al., 2007
    - Argentoconodon fariasorum Rougier et al., 2007

  - Gênero Hallautherium Clemens, 1980
    - Hallautherium schalchi Clemens, 1980

  - Gênero Ichthyoconodon Sigogneau-Russell, 1995
    - Ichthyoconodon jaworowskorum Sigogneau-Russell, 1995

  - Gênero Dyskritodon Sigogneau-Russell, 1995
    - Dyskritodon amazighi Sigogneau-Russell, 1995
    - Dyskritodon indicus Prasad e Manhas, 2002

  - Gênero Kryptotherium Sigogneau-Russell, 2003
    - Kryptotherium polysphenos Sigogneau-Russell, 2003
- Família Austrotriconodontidae Bonaparte, 1990
  - Gênero Austrotriconodon Bonaparte, 1986
    - Austrotriconodon mckennai Bonaparte, 1986
    - Austrotriconodon sepulvedai Bonaparte, 1992
- Clado Eutriconodonta Kermack, Musset e Rigney, 1973
- Família Triconodontidae Marsh, 1887
  -     - Gênero Victoriaconodon Montellano, 2008 

  - Subfamília Alticonodontinae Fox, 1976
    - Gênero Alticonodon Fox, 1969 
      - Alticonodon lindoei Fox, 1969

    - Gênero Arundelconodon Cifelli et al., 1999
      - Arundelconodon hottoni Cifelli et al., 1999

    - Gênero Astroconodon Patterson, 1951 
      - Astroconodon delicatus Cifelli e Madsen, 1998
      - Astroconodon denisoni Patterson, 1951

    - Gênero Corviconodon Cifelli et al., 1998
      - Corviconodon montanensis Cifelli et al., 1998
      - Corviconodon utahensis Cifelli e Madsen, 1998

    - Gênero Jugulator Cifelli e Madsen, 1998  
      - Jugulator amplissimus Cifelli e Madsen, 1998

  - Subfamília Triconodontinae Marsh, 1887
    - Gênero Priacodon Marsh, 1887
      - Priacodon ferox (Marsh, 1880)
      - Priacodon fruitaensis Rasmussen e Callison, 1981 
      - Priacodon grandaevus Simpson, 1925  
      - Priacodon lulli Simpson, 1925
      - Priacodon robustus (Marsh, 1879) 

    - Gênero Triconodon Owen, 1859
      - Triconodon mordax Owen, 1859

    - Gênero Trioracodon Simpson, 1928 
      - Trioracodon bisulcus (Marsh, 1880)
      - Trioracodon ferox (Owen, 1871)
      - Trioracodon major (Owen, 1871)
      - Trioracodon oweni Simpson, 1928
- Família Jeholodentidae Luo, Chen, Li e Chen, 2007
  - Gênero Jeholodens Ji, Luo e Ji, 1999 
    - Jeholodens jenkinsi Ji, Luo e Ji, 1999

  - Gênero Yanocodon Luo, Chen, Li e Chen, 2007
    - Yanoconodon allini Luo et al., 2007
- Família Amphilestidae Osborn, 1888
  - Gênero Kemchugia Averianov et al., 2005  
    - Kemchugia magna Averianov et al., 2005

  - Gênero Liaotherium Zhou, Cheng e Wang, 1991  
    - Liaotherium gracile Zhou, Cheng e Wang, 1991

  - Subfamília Amphilestinae (Osborn, 1888)
    - Gênero Amphilestes Owen, 1845  
      - Amphilestes broderipii Owen, 1845  

    - Gênero Aploconodon Simpson, 1925  
      - Aploconodon comoensis Simpson, 1925  

    - Gênero Comodon Kretzoi e Kretzoi, 2000
      - Comodon gidleyi (Simpson, 1925) 

    - Gênero Hakusanodon Rougier et al., 2007  
      - Hakusanodon archaeus Rougier et al., 2007 

    - Gênero Paikasigudodon Prasad e Manhas, 2002  
      - Paikasigudodon yadagirii (Prasad e Manhas, 1997) 

    - Gênero Phascolotherium Broderip, 1828
      - Phascolotherium bucklandi Broderip, 1828

    - Gênero Tendagurodon Heinrich, 1998
      - Tendagurodon janenschi Heinrich, 1998  - Formação Tendaguru, Tanzânia, Jurássico Superior (Kimmeridgiano-Titoniano)

    - Gênero Triconolestes Engelmann e Callison, 1998
      - Triconolestes curvicuspis Engelmann e Callison, 1998
- Família Gobiconodontidae (Chow e Rich, 1984) Jenkins e Schaff, 1988
  - Gênero Huasteconodon Montellano et alii, 2008
  - Gênero Meemannodon Meng, Hu, Wang e Li, 2005
    - Meemannodon lujiatunensis Meng, Hu, Wang e Li, 2005

  - Gênero Hangjinia Godefroit e Guo, 1999  
    - Hangjinia chowi Godefroit e Guo, 1999 - Formação Ejinhoro, China, Cretáceo Inferior (Barremiano).

  - Gênero Repenomamus Li, Wang, Wang e Li, 2000  
    - Repenomamus robustus Li, Wang, Wang e Li, 2000
    - Repenomamus giganteus Hu, Meng, Wang e Li, 2005

  - Gênero Gobiconodon Trofimov, 1978
    - Gobiconodon borissiaki Trofimov, 1978 - Formação Hövöör, Mongólia
    - Gobiconodon hoburensis (Trofimov, 1978) - Formação Hövöör, Mongólia
    - Gobiconodon hopsoni Rougier et al., 2001 - Formação Oshih, China, Cretáceo Inferior (Hauteriviano).
    - Gobiconodon ostromi Jenkins e Schaff, 1988  - Formação Cloverly, Estados Unidos, Cretáceo Médio (Aptiano-Albiano)
    - Gobiconodon palaios Sigogneau-Russell, 2003   - Formação Anoual, Marrocos, Cretáceo Inferior (Berriasiano)
    - Gobiconodon zofiae Li et al., 2003
- Família Klameliidae Martin e Averianov, 2007
  - Gênero Ferganodon Martin e Averianov, 2006
    - Ferganodon narynensis Martin e Averianov, 2006

  - Gênero Klamelia Chow e Rich, 1984
    - Klamelia zhaopengi Chow e Rich, 1984